# Zduny (gemeente in powiat Łowicki)
De gemeente Zduny is een landgemeente in het Poolse woiwodschap Łódź, in powiat Łowicki.
De zetel van de gemeente is in Zduny.
Op 30 juni 2004 telde de gemeente 6150 inwoners.

## Oppervlakte gegevens
In 2002 bedroeg de totale oppervlakte van gemeente Zduny 128,53 km², waarvan:
- agrarisch gebied: 91%
- bossen: 1%

De gemeente beslaat 13,02% van de totale oppervlakte van de powiat.

## Demografie
Stand op 30 juni 2004:
| Omschrijving                   | Totaal | Totaal | Vrouwen | Vrouwen | Mannen | Mannen |
| ------------------------------ | ------ | ------ | ------- | ------- | ------ | ------ |
| eenheid                        | aantal | %      | aantal  | %       | aantal | %      |
| inwoners                       | 6150   | 100    | 3130    | 50,9    | 3020   | 49,1   |
| bevolkingsdichtheid (inw./km²) | 47,8   | 47,8   | 24,4    | 24,4    | 23,5   | 23,5   |

In 2002 bedroeg het gemiddelde inkomen per inwoner 1176,98 zł.

## Administratieve plaatsen (sołectwo)
Bogoria Dolna, Bogoria Górna, Bogoria Pofolwarczna, Bąków Dolny, Bąków Górny, Dąbrowa, Jackowice, Łaźniki, Maurzyce, Nowe Zduny, Nowy Złaków, Pólka, Retki, Rząśno, Strugienice, Szymanowice, Urzecze, Wierznowice, Wiskienica Dolna, Wiskienica Górna, Zalesie, Zduny, Złaków Borowy, Złaków Kościelny.

## Aangrenzende gemeenten
Bedlno, Bielawy, Chąśno, Kiernozia, Łowicz, Żychlin